# Coloradochipmunk
De coloradochipmunk (Neotamias quadrivittatus)  is een zoogdier uit de familie van de eekhoorns (Sciuridae). De wetenschappelijke naam van de soort werd voor het eerst geldig gepubliceerd door Say in 1823.

## Voorkomen
De soort komt voor in de Verenigde Staten.